# Croix du mont Gorbeia
Pour les articles homonymes, voir Croix (homonymie).
La Croix de mont Gorbeia (en basque Gorbeiako gurutzea) est une croix sommitale située au sommet du Gorbeia près de Ubide, dans la communauté autonome du Pays basque, en Espagne. Elle fut construite en 1907 et elle ressemble à la Tour Eiffel.
Elle n'était pas la première croix mais la troisième sur le Gorbeia. En 1901 on y construisit une croix avec une hauteur de 33 mètres.

## Histoire
En 1907 on commence les travaux de la troisième croix avec un nouveau projet beaucoup plus humble. D'une hauteur de 17,23 mètres et une structure qui rappelle la tour Eiffel. La structure métallique de base carrée de cinq mètres de côté est ancrée dans des patins de béton. Les pieds nord et est sont en territoire biscaïen tandis que les pieds sud et ouest en territoire alavais. Avec des profils en T et séparés dans la base de 1 mètre de distance, ils se approchent au centre pour s'unir dans un sommet commun. Entre les profils en T on tisse des diagonales croisées et montants en profil angulaire qui sont reliés par des vis. Au point d'union s'élève une croix latine dont les bras sont orientés d'est en ouest. Dans la base de la cette croix on a représenté une flamme, comme la lumière qui illumine le monde, et au centre l'anagramme du Christ. Il a eu des paratonnerres à ses débuts.
Ce monument a été construit dans les ateliers de Serapio de Goikoetxea y Palacio et il n'y a pas de données sur ce projet ni sur l'inauguration. Les premières informations datent de 1912.
Le 23 juin 1963 on complète l'ensemble religieux avec la statue de la Vierge de Begoña (il faudra la remettre en bronze en 1967) qui sera installé par le Groupe Alpin Baskonia.